# Regeringen Boström I
Regeringen Boström I var Sveriges Regering fra 1891 til 1900. Ministeriet var udnævnt af kong Oscar 2. af Sverige.

## Statsminister
Erik Gustaf Boström var statsminister og leder af Kunglig Majestäts kansli.

## Andre ministre

### Justitsministre
- August Östergren (1889–1896)
- Ludvig Annerstedt (1896–1901)

### Udenrigsministre
- Carl Lewenhaupt (1889–1895)
- Ludvig Douglas (1895–1899)
- Alfred Lagerheim (1899–1904)

### Finansministre
- Fredrik von Essen (1888–1894)
- Erik Gustaf Boström (1894–1895)
- Claës Wersäll (1895–1897)
- Hans Hansson Wachtmeister (1897–1902)

### Ecklesiastikministre
- Gunnar Wennerberg (1888–1891)
- Gustaf Gilljam (1891–1898)
- Nils Claëson (1898–1902)